# 狛光高
狛 光高（こま の みつたか）は、平安時代後期の貴族・舞人。
近衛府生・狛真行の子。官位は従五位上・左近衛将監。

## 概要
狛氏（狛造）は、『新撰姓氏録』によれば「出自高麗国主夫連王也」とされ、また『楽家録』では「高麗国主夫連王の末裔」、『新撰楽道類聚大全』では「高麗国人・滋井国叶の末裔」とされる。ただし後世狛氏の人間は小野氏の末裔を自称した。
『続群書類従』所収「狛氏系図」では、本来は高麗人ではなく小野氏であり山城国相楽郡の狛に住んだため狛姓を名乗ったとされ、『地下家伝』には「狛姓を賜う」とある。『雅楽通解』では、近江国滋賀郡小野里に住んでいた小野妹子の子孫である光高が村上天皇の時代に狛姓を賜ったとする。
『続教訓鈔』によると、尾張浜主の婿・狛衆行が浜主から舞曲を伝授されていたため、その末裔にあたる光高もその舞曲を習得していたという。また、大友信正や多兼時の弟子であったとされる。
長保3年（1001年）には藤原頼通の舞の師匠を務めている。万寿3年（1026年）4月4日には殺人事件を起こし藤原道長から勘当されたが、翌年の5月3日には許され再び舞人として活動している。